# Природные пожары в Араукании, Чили (2012)
Природные пожары в Араукания 2012 года — пожары, разгоревшиеся в юго-восточном Чили 1 января 2012 года. Пожары охватили участок в 2500 га.